# Sjopokov
Sjopokov (ryska: Шопоков) är en ort i Kirgizistan.   Den ligger i oblastet Tjüj Oblusu, i den norra delen av landet, 20 km väster om huvudstaden Bisjkek. Sjopokov ligger 745 meter över havet och antalet invånare är 9 483.
Terrängen runt Sjopokov är platt norrut, men söderut är den kuperad. Terrängen runt Sjopokov sluttar norrut. Runt Sjopokov är det ganska tätbefolkat, med 60 invånare per kvadratkilometer. Närmaste större samhälle är Belovodskoye, 19,2 km väster om Sjopokov. Trakten runt Sjopokov består till största delen av jordbruksmark.